# 휴스턴 레프넥스 (2024년)
| 휴스턴 레프넥스 |                                                                    |
| 콘퍼런스        | USFL 콘퍼런스                                                      |
| 디비전          | USFL : 사우스 디비전 (2022년~2023년)                               |
| 설립연도        | 2022년                                                             |
| 해체연도        |                                                                    |
| 역사            | 휴스턴 갬블러즈 (2022년~2023년) 휴스턴 레프넥스 (2024년~현재)      |
| 경기장          | TDECU 스타디움                                                     |
| 연고지          | 텍사스주 휴스턴                                                    |
| 소유주          | 폭스 코퍼레이션 대니 가르시아 드웨인 존슨 레드버드 캐피털 파트너스 |
| 회장            |                                                                    |
| 단장            |                                                                    |
| 감독            | 커티스 존슨                                                        |
| 리그 우승       |                                                                    |
| 콘퍼런스 우승   |                                                                    |
| 디비전 우승     |                                                                    |

휴스턴 레프넥스(영어: Houston Roughnecks)는 텍사스주 휴스턴을 연고지로 하는 UFL USFL 콘퍼런스 소속 미식축구 팀이다. 홈 경기장은 라이스 스타디움이다.
2024년 USFL과 XFL이 UFL로 통합되면서 휴스턴 러프넥스 브랜드를 XFL 휴스턴 레프넥스에서 받아 왔다.

## 역대 홈경기장
| 경기장                      | 사용기간    | 수용인원 | 장소              | 비고 |
| --------------------------- | ----------- | -------- | ----------------- | ---- |
| 휴스턴 레프넥스             |             |          |                   |      |
| 리전 필드                   | 2022년      | 71,594명 | 앨라배마주 버밍햄 | 빈칸 |
| 프로텍션 스타디움           | 2022년      | 47,100명 | 앨라배마주 버밍햄 | 빈칸 |
| 시몬스 뱅크 리버티 스타디움 | 2023년      | 59,308명 | 테네시주 멤피스   | 빈칸 |
| 라이스 스타디움             | 2024년      | 47,000명 | 텍사스주 휴스턴   | 빈칸 |
| TDECU 스타디움              | 2025년~현재 | 40,000명 | 텍사스주 휴스턴   | 빈칸 |